# رام
رام یا ایزد رام، که در اوستا به صورت رامه یا رامن آمده و در زبان پهلوی به صورت رامشن یا همان رام خوانده شده‌است، در آیین مزدیسنا یکی از ایزدان یا باشندگان در خور نیایش است. این ایزد که آن را وای وه نیز گفته‌اند، بر روز بیست و یکم هر ماه که آن را رام روز می‌نامند، موکَّل است.

## معرفی
واژهٔ رام به معنای آرام، خوشحال، مطیع آمده‌است و هنوز هم این واژه به همین صورت یا به صورت رامش در معنی صلح و شادی و سازش به کار می‌رود. ایزد رام در آیین مزدیسنا، پاسدار و موکل روز بیست و یکم هر ماه خورشیدی است و در اوستا با صفت «بخشندهٔ چراگاه و اغذیهٔ خوب» از وی یاد شده‌است. همچنین در این آئین گل خیری زردرنگ به این ایزد اختصاص داده شده‌است.
در کنار بهمن (وهمن یا وهومنه از امشاسپندان) سه دستیار او قرار می‌گیرند که نخستین آنها ماه، دومین گوش و سومین رام است که قرینهٔ وای محسوب می‌شود و در زندگی بعد از مرگ نقش خاصی را ایفا می‌نماید. در واقع در زندگی پس از مرگ، رام به ارواح نیکوکار و عادل مدد می‌رساند تا مشکلات و موانع را پشت سر بگذارند. رام یکی از جنبه‌های زمان نیز به شمار می‌رود او نخستین پزشک مینوی است که چاره و درمان دردها به دست او سپرده شده است.

## دربارهٔ رام
جیمز دارمستتر در اوستای ترجمهٔ خود، رام را همان وای یا وایو دانسته‌است، ابراهیم پورداوود معتقد است این دو ایزد به کلی متفاوت از یکدیگر هستند. رام‌یشت بخشی از اوستاست که در ستایش ایزد باد است و ویشنو، خدای هندی در تجلّی ششم و هفتم از تجلیات دهگانه ویشنو یادآور همین ایزد می‌باشد. وی همچنین یادآور راما، قهرمان داستان حماسی هند موسوم به رامایانا می‌باشد و از این جهت می‌توان آن را معادل ایرانی این اسطوره هندی دانست.
در دبستان مذاهب رام به معنای قوچ و حیوان نر آمده و این حیوان نماد و سمبُل رام محسوب شده‌است. رام به معنی برج حمل نیز هست و از این جهت یادآور دوره شبانی است. از سوی دیگر، وجود واژه‌ها یا نام‌های منسوب به رام، همچون رامتین و رامینه، گواهی پیوند دیرین این ایزد با موسیقی است. در داستان معروف ویس و رامین که مربوط به دوره اشکانی می‌باشد، رام، سازنده و پدیدآورندهٔ چنگ معرفی شده‌است. در این داستان، وی بنیانگذار شهر اهواز نیز هست و به همین دلیل اهواز گاهی رام‌شهر نیز نامیده شده‌است. رام همچنین پیشوند تعداد بسیار زیادی از نام‌های فارسی است.